# Scey-sur-Saône-et-Saint-Albin
Scey-sur-Saône-et-Saint-Albin là một xã ở tỉnh Haute-Saône trong vùng Bourgogne-Franche-Comté phía đông nước Pháp.